# Zoborožec vrásčitý
Zoborožec vrásčitý (Rhabdotorrhinus corrugatus) je druh zoborožce z rodu Rhabdotorrhinus, který se přirozeně vyskytuje na Malajském poloostrově a na ostrovech Sumatra a Borneo. Své druhové jméno dostal podle vrásčité rudožluté přilbice, která je posazena na mohutném žlutém zobáku.

## Systematika
Zoborožce vrásčitého formálně popsal v roce 1832 nizozemský přírodovědec Coenraad Jacob Temminck. Druhové jméno corrugatus pochází z latiny, ve které znamená „vrásčitý“. Jedná se o monotypický taxon. Druh má za sebou poměrně bohatou taxonomickou historii. Byl řazen do rodu Aceros a býval také považován za stejný druh se zoborožcem rudokrkým (Aceros nipalensis) a zoborožcem světlehlavým (Rhabdotorrhinus leucocephalus).

## Výskyt
Vyskytuje se v jižní části Malajského poloostrova, na Borneu a Sumatře. Habitat druhu tvoří pralesní stálezelené nížinné lesy do 1000 m n. m. Může do jisté míry tolerovat selektivně vytěžované lesy, avšak nevyskytuje se v sekundárním lese. Celková početnost druhu není známa, avšak výskyt zoborožce vrásčitého bývá popisován jako neobvyklý až vzácný.

## Popis

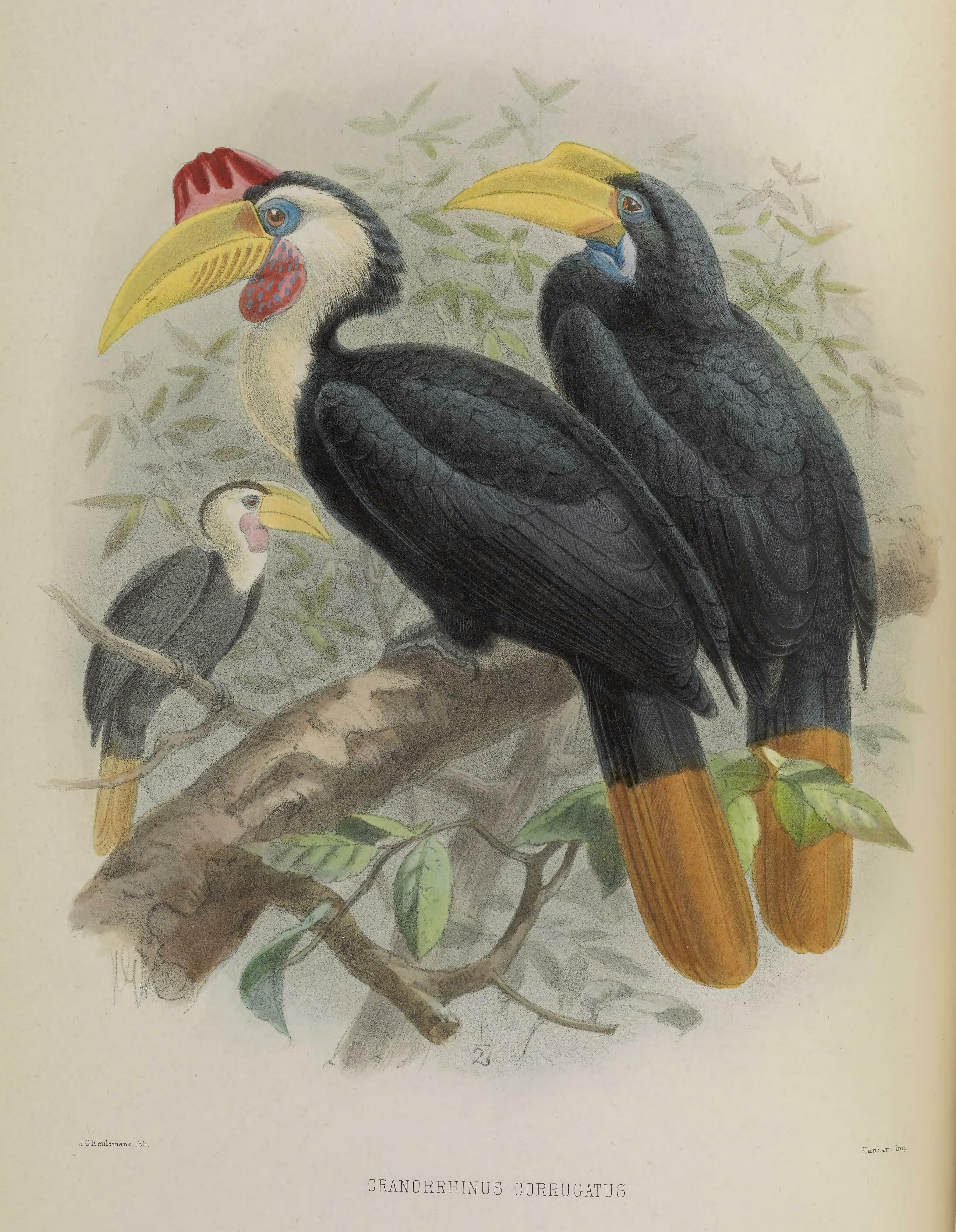
Ilustrace samce (vlevo) a samice

Zoborožec vrásčitý dosahuje délky těla 65–70 cm. Samec váží kolem 1590 g. Samec a samice se vzhledově liší. Dospělý samec má korunku a zadní stranu krku a křídla černou. Tváře a přední strana krku jsou bílé. Ocas je u báze černý, zbytek bývá čerstvě po přepeření bílý, avšak časem se barví do žlutohněda díky oleji z ocasních žláz. Dominantu hlavy tvoří velký, mírně dolů zahnutý zobák s ostrou špičkou a zvrásněnou (odtud druhové jméno) přilbicí posazenou na horním zobáku. Většina zobáku je sytě žlutá, avšak kořen zobáku a hřebeny dolního zobáku jsou červenohnědé. Přilbice je rudě zbarvená. Těsně pod zobákem se nachází výrazné světle žluté hrdelní vaky. Kolem tmavě červených očí se nachází světle modrá neopeřená kůže, nohy jsou černé. Samice je o něco menší než samec, její přilbice je nižší a světlejší. Tváře a přední strana krku jsou nikoliv bílé, avšak černé. Její zobák je světle žlutý s hnědým kořenem, oči jsou šedohnědé, nohy nazelenale šedé.

## Biologie

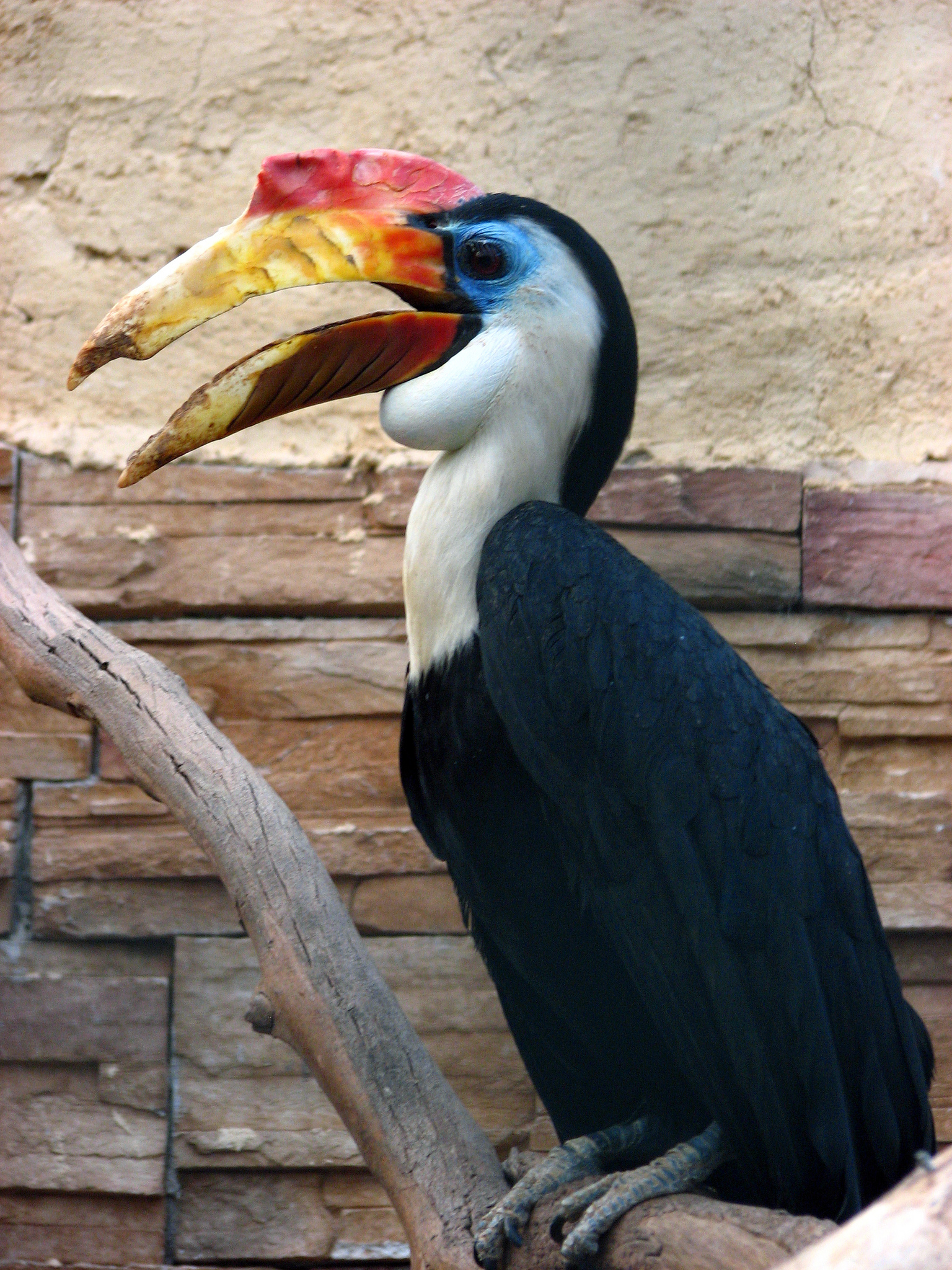
Zoborožec vrásčitý v řecké zoo

Typicky se vyskytuje v páru, občas může tvořit hejna do 30 jedinců. Vokální projev druhu zahrnuje 1–3 kašlající zvuky sok sok sok nebo měkčí kou-uou, kterým se projevuje v letu. Živí se ovocem a menšími živočichy jako je hmyz, plži, plazi, žáby nebo ptačí vejce. Potravu sbírá na stromech, avšak dokáže ji uzmout i v letu. Za potravou může dolétávat i několik kilometrů a umí dokonce přeletět i otevřené moře.

### Hnízdění
K zahnízdění dochází od ledna do května. Podobně jako u jiných zoborožců, i u zoborožce vrásčitého dochází k doslovnému zazdění samice na hnízdě v dutině vzrostlých stromů. Březí samice si v dutině vystaví zídku z trusu a zbytků jídla, a nechá v ní jen malý otvor, kterým v době inkubace a výchovy mláďat přijímají potravu od samce, který samici krmí regurgitací. Samice snáší 2–3, někdy i 4 vejce. Inkubace trvá 29–35 dní a mláďata po vylíhnutí zůstávají na hnízdě po dalších 35–54 dní, než dochází k vylétnutí z hnízda. I po opuštění hnízda však zůstávají mladí zoborožci v blízkosti rodičů po dobu alespoň 6 měsíců, během kterých jim rodiče shání potravu.

## Ohrožení
Mezinárodní svaz ochrany přírody (IUCN) považuje zoborožce vrásčitého za ohrožený druh. Důvodem je rychle klesající početnost následkem rychlého odlesňování přirozených stanovišť i tlaku lovců. Lovci mohou zoborožce vrásčitého lovit záměrně, nebo se může jednat o nechtěný úlovek při lovu zoborožce štítnatého (Rhinoplax vigil). Nevýhodou zoborožce vrásčitého navíc je, že není tolerantní vůči sekundárnímu lesu či degradovanému habitatu, takže jej odlesňování silně zasahuje.